# Fidelidad (Remasterizado 2019)
Fidelidad (Remasterizado 2019) es el octavo álbum del cantautor argentino de rock en español Miguel Mateos, fue editado en el año 2008 por la BMG.
Según el cantautor, el nombre del álbum hace referencia a la fidelidad y preferencia del público por los discos de vinilo ante las plataformas digitales de música.

## Concepto
Según dijo Miguel, el álbum «es en gran medida un humilde tributo a todo el afectuoso aguante generado por el público en todos estos años, y una suerte de revalorización de la palabra "fidelidad", cuyo significado parece extinguido en todos los órdenes de la vida una pequeña parte más prosaica si se quiere, como fiel amante de los vinilos y de la "alta fidelidad" hoy degradados por la música a través de un celular o de formatos de audio cuya exagerada compresión no deja escuchar la respiración del cantante ni las sutilezas del arrastre de una guitarra».

## Lista de canciones
1. Cabeza fuera del agua
2. Fidelidad
3. Último hombre en la tierra
4. El nene más malo del mundo
5. Trashganistán
6. El jardín del amor
7. Dudas
8. Anestesia
9. Un millón de rosas
10. Arrestado
11. De aquí a la eternidad
12. Gudbay
13. Rockeando

## Corte de difusión
- El nene más malo del mundo

## Músicos
- Miguel Mateos
- Alejandro Mateos (batería y programación)
- Roly Ureta (guitarra)
- Ariel Pozzo (2.ª guitarra)
- Alan Balland (bajo)